# Tomas Danilevičius
Tomas Danilevičius (Klaipeda, 18 de julio de 1978) es un exfutbolista lituano, actualmente es presidente de la Federación Lituana de Fútbol.

## Trayectoria

### Clubes
| Club           | País       | Año       |
| -------------- | ---------- | --------- |
| FK Atlantas    | Lituania   | 1995-1996 |
| Club Brujas    | Bélgica    | 1996-1997 |
| Dinamo Moscú   | Rusia      | 1998-1999 |
| Club Brujas    | Bélgica    | 2000      |
| Lausanne-Sport | Suiza      | 2000      |
| Arsenal        | Inglaterra | 2000      |
| Dunfermline    | Escocia    | 2000-2001 |
| KSK Beveren    | Bélgica    | 2001-2002 |
| Livorno        | Italia     | 2002-2005 |
| Avellino       | Italia     | 2005-2006 |
| Bologna        | Italia     | 2007      |
| Grosseto       | Italia     | 2008      |
| Livorno        | Italia     | 2008-2011 |
| Juve Stabia    | Italia     | 2011-2013 |
| Latina         | Italia     | 2013-2014 |
| Parma          | Italia     | 2014      |

## Selección nacional
Ha sido internacional con la Selección de fútbol de Lituania; donde ha disputado 71 partidos internacionales y ha anotado 81 goles por dicho seleccionado. Es el máximo goleador de la selección de Lituania.

## Controversia sobre su nacionalidad
En agosto de 2000 el jugador lituano fue cuestionado en Inglaterra por utilizar un pasaporte griego, el cual, según él, le había sido otorgado por su herencia familiar. La posesión de dicho documento oficial lo habilitaba a figurar como jugador comunitario y no ocupar plaza de extranjero en equipos profesionales de la Unión Europea. Aunque las autoridades griegas nunca confirmaron la validez de dicho pasaporte, si lo hicieron las autoridades inglesas. De todos modos Danilevičius no volvería a actuar en el fútbol inglés, continuando su carrera en otros países europeos.